# Zêzere

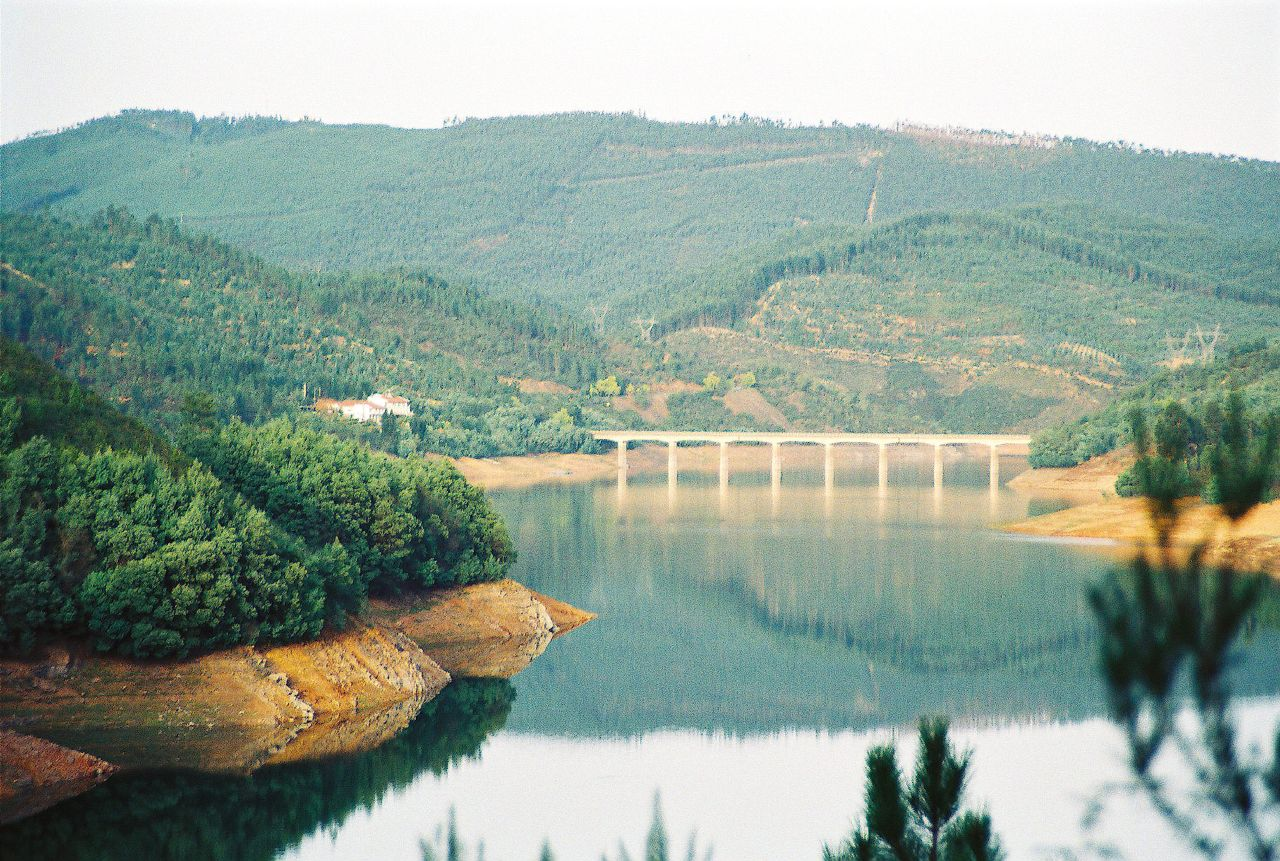
De Zêzere

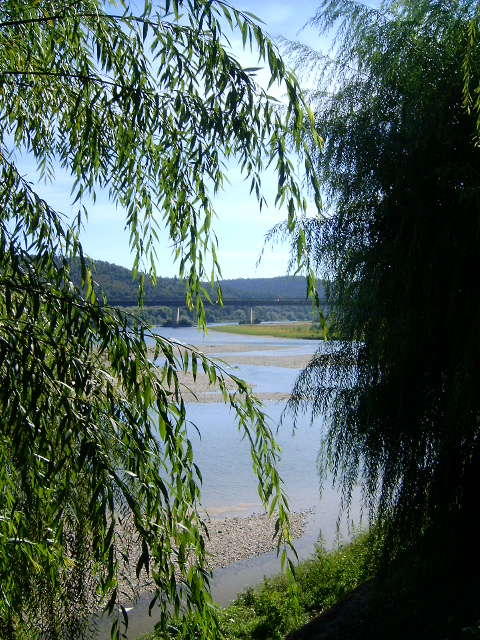
De Zêzere in Constância

De Zêzere (Uitspraak IPA:['zezɨɾɨ]) is een rivier in Portugal, die de  Taag voedt. 
De rivier ontstaat in de Serra da Estrela, vlak bij de Torre, het hoogste punt van Portugal. De Zêzere stroomt door de stad Manteigas en passeert de stad Covilhã aan de zuidkant. Hij mondt uit in de Taag in Constância. Hij is de op twee na langste Portugese rivier. Vanwege het verval kunnen de centrales van Bouçã, Cabril en Castelo de Bode elektriciteit opwekken.